# Xã Walsh Centre, Quận Walsh, Bắc Dakota
Xã Walsh Centre (tiếng Anh: Walsh Centre Township) là một xã thuộc quận Walsh, tiểu bang Bắc Dakota, Hoa Kỳ. Năm 2010, dân số của xã này là 154 người.